# Hatfields & McCoys
Hatfields & McCoys – trzyczęściowy miniserial telewizyjny wyprodukowany przez stację History, opowiadający o waśni dwóch amerykańskich rodów Hatfield oraz McCoy po zakończeniu wojny secesyjnej. Kolejne odcinki były premierowo emitowane w Stanach Zjednoczonych 28, 29 i 30 maja 2012.
Zdjęcia do obrazu powstawały głównie w Rumunii (okręg Braszów), część scen zrealizowano w Huntington w Wirginii Zachodniej.

## Obsada
- Kevin Costner – William Anderson „Devil Anse” Hatfield
- Bill Paxton – Randolph „Randall” McCoy
- Tom Berenger – Jim Vance
- Matt Barr – Johnson „Johnse” Hatfield
- Jena Malone – Nancy McCoy
- Sam Reid – Tolbert McCoy
- Powers Boothe – Judge Valentine „Wall” Hatfield
- Andrew Howard – „Bad” Frank Phillips
- Sarah Parish – Levicy Hatfield
- Lindsay Pulsipher – Roseanna McCoy
- Ronan Vibert – Perry Cline
- Joe Absolom – Selkirk McCoy
- Noel Fisher – Ellison „Cotton Top” Mounts
- Boyd Holbrook – William „Cap” Hatfield
- Tom McKay – Jim McCoy
- Mare Winningham – Sally McCoy
- Michael Jibson – Phamer McCoy
- Greg Patmore – Good 'Li– Hatfield

## Nagrody[3]
| Nagroda                                | Kategoria | Nominowani | Wynik     |
| -------------------------------------- | --- | --- | --------- |
| 70. ceremonia wręczenia Złotych Globów | Najlepszy miniserial lub film telewizyjny                                                                                | Barry M. Berg, Kevin Costner, Herb Nanas, Vlad Paunescu, Nancy Dubuc, Dirk Hoogstra, Leslie Greif and Darrell Fetty                                                                                 | nominacja |
| 70. ceremonia wręczenia Złotych Globów | Najlepszy aktor w miniserialu lub filmie telewizyjnym                                                                    | Kevin Costner | wygrana   |
| 64. ceremonia wręczenia nagród Emmy    | Najlepszy miniserial lub film telewizyjny                                                                                | Barry M. Berg, Kevin Costner, Herb Nanas, Vlad Paunescu, Nancy Dubuc, Dirk Hoogstra, Leslie Greif and Darrell Fetty                                                                                 | nominacja |
| 64. ceremonia wręczenia nagród Emmy    | Najlepsza reżyseria miniserialu, filmu telewizyjnego lub dramatycznego programu specjalnego                              | Kevin Reynolds | nominacja |
| 64. ceremonia wręczenia nagród Emmy    | Najlepszy aktor w miniserialu lub filmie telewizyjnym                                                                    | Kevin Costner | wygrana   |
| 64. ceremonia wręczenia nagród Emmy    | Najlepszy aktor w miniserialu lub filmie telewizyjnym                                                                    | Bill Paxton | nominacja |
| 64. ceremonia wręczenia nagród Emmy    | Najlepszy aktor drugoplanowy w miniserialu lub filmie telewizyjnym                                                       | Tom Berenger | wygrana   |
| 64. ceremonia wręczenia nagród Emmy    | Najlepsza aktorka drugoplanowa w miniserialu lub filmie telewizyjnym                                                     | Mare Winningham | nominacja |
| 64. ceremonia wręczenia nagród Emmy    | Najlepszy scenariusz miniserialu, filmu telewizyjnego lub dramatycznego programu specjalnego                             | Bill Kerby Ted Mann Ronald Parker za część drugą | nominacja |
| 64. ceremonia wręczenia nagród Emmy    | Najlepsza scenografia w miniserialu lub filmie telewizyjnym                                                              | Serban Porupca, Derek R. Hill, John B. Vertrees and Sally Black | nominacja |
| 64. ceremonia wręczenia nagród Emmy    | Najlepszy dobór obsady miniserialu, filmu telewizyjnego lub programu specjalnego                                         | Fern Champion i Amy Hubbard | nominacja |
| 64. ceremonia wręczenia nagród Emmy    | Najlepsze kostiumy w miniserialu, filmie telewizyjnym lub programie specjalnym                                           | Karri Hutchinson i Adina Bucur | nominacja |
| 64. ceremonia wręczenia nagród Emmy    | Najlepsze fryzury w miniserialu lub filmie telewizyjnym                                                                  | Gabriele Gregorini, Peter Nicastro and Giorgio Gregorini | nominacja |
| 64. ceremonia wręczenia nagród Emmy    | Najlepszy montaż w miniserialu, filmie telewizyjnym lub programie specjalnym                                             | Don Cassidy za część drugą | wygrana   |
| 64. ceremonia wręczenia nagród Emmy    | Najlepsza charakteryzacja w miniserialu, filmie telewizyjnym lub programie specjalnym (naturalna)                        | Francesca Tampieri and Mario Michisanti | wygrana   |
| 64. ceremonia wręczenia nagród Emmy    | Najlepsza kompozycja muzyczna w miniserialu, filmie telewizyjnym lub programie specjalnym (oryginalna ścieżka dźwiękowa) | John Debney i Tony Morales za część pierwszą | nominacja |
| 64. ceremonia wręczenia nagród Emmy    | Najlepszy dźwięk w miniserialu, filmie telewizyjnym lub programie specjalnym                                             | John Douglas Smith, Tom Bjelic, John Laing, Darrell Hall, Steve Baine, Michael Mancuso, Dermain Finlayson, Dan Kiener, Kevin Banks, Emilie Boucek, Mark Dejczak, Alex Bullick and Nathan Robitaille | nominacja |
| 64. ceremonia wręczenia nagród Emmy    | Najlepszy montaż dźwięku w miniserialu, filmie telewizyjnym lub programie specjalnym                                     | Brad Zoern, Stanomir Dragos and Christian T. Cooke za część pierwszą | wygrana   |
| 17. ceremonia wręczenia Satelitów      | Najlepszy miniserial lub film telewizyjny                                                                                | | wygrana   |
| 17. ceremonia wręczenia Satelitów      | Najlepszy aktor w miniserialu lub filmie telewizyjnym                                                                    | Kevin Costner | nominacja |
| 17. ceremonia wręczenia Satelitów      | Najlepsza aktorka drugoplanowa w serialu, miniserialu lub filmie telewizyjnym                                            | Mare Winningham | nominacja |